# Shennong
Shennong (chin. trad. 神農, chin. upr. 神农, pinyin Shénnóng; wiet: Thần Nông) – mityczny cesarz chiński i bohater mitologii chińskiej. Jego imię oznacza Boski Rolnik, gdyż według tradycji nauczył ludzi uprawiać wiele roślin. Miał także zapoczątkować medycynę i handel. Popularna legenda przypisuje mu wynalezienie sztuki parzenia herbaty.
Shennong jest jedną z najważniejszych postaci wczesnej mitologii chińskiej. Często nazywany jest Płomiennym Cesarzem (Yandi), jednak początkowo były to dwa różne bóstwa, a ich ostateczne utożsamienie nastąpiło dopiero w okresie dynastii Han. Najstarsze teksty chińskie przedstawiają Shennonga jako władcę ognia, syna Shaodiana i brata Żółtego Cesarza, który w wyniku podziału świata objął panowanie nad jego zachodnią częścią. Tradycja opisuje go jako bóstwo o ciele ludzkim i głowie byka.
Żona Shennonga miała nazywać się Tingyao. Miał z nią syna i kilka córek. Praprawnuk Shennonga, Zhurong, został jego pomocnikiem.